# Krasiński-Palais (Ursynów)

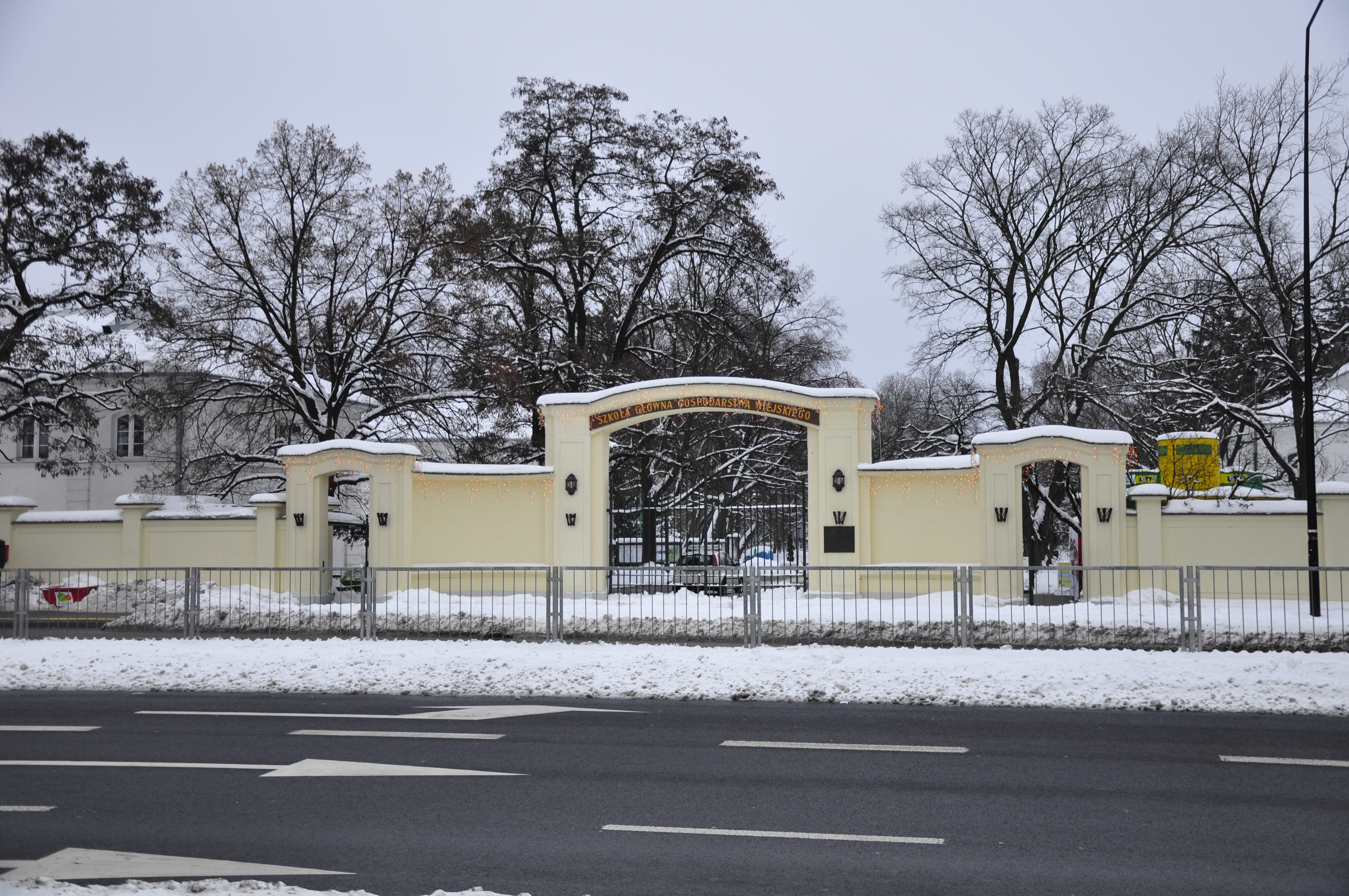
Einfahrt zum Gelände, heute Campus der hier ansässigen Universität

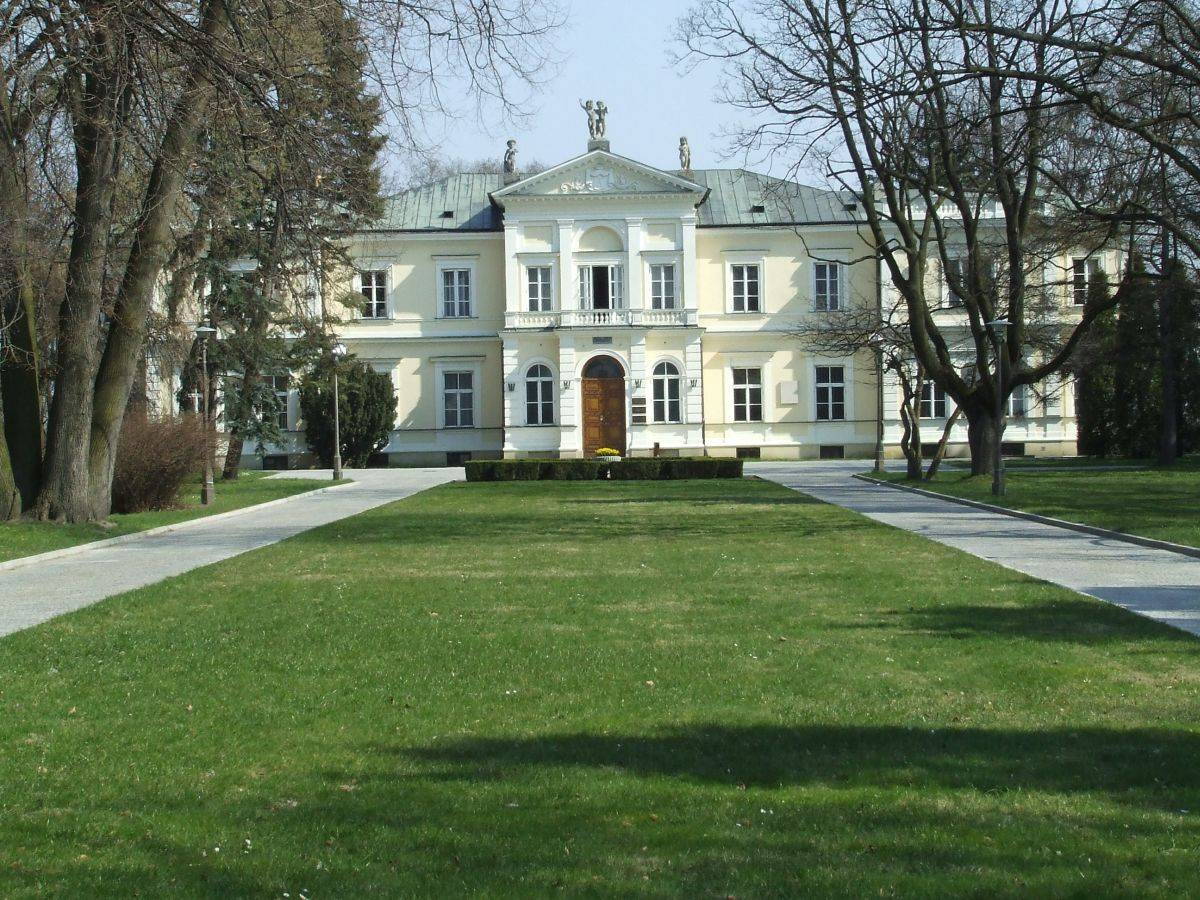
Frontseite (Westen) mit dem prägnanten Mittelrisalit. Auf dem Giebeldreieck die Jahreszeiten-Figuren

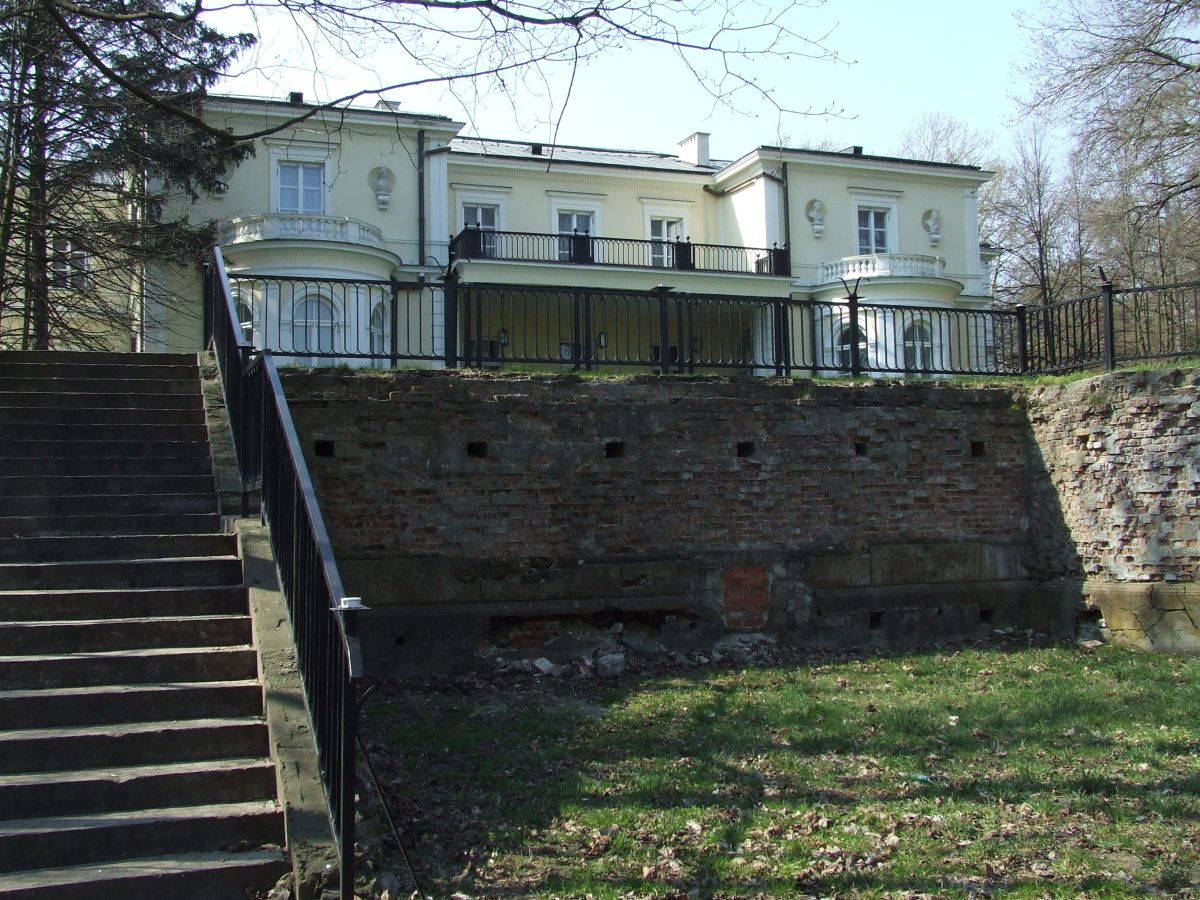
Ostseite mit dem ersten (noch erhaltenen) Terrassenabsatz an der Böschung

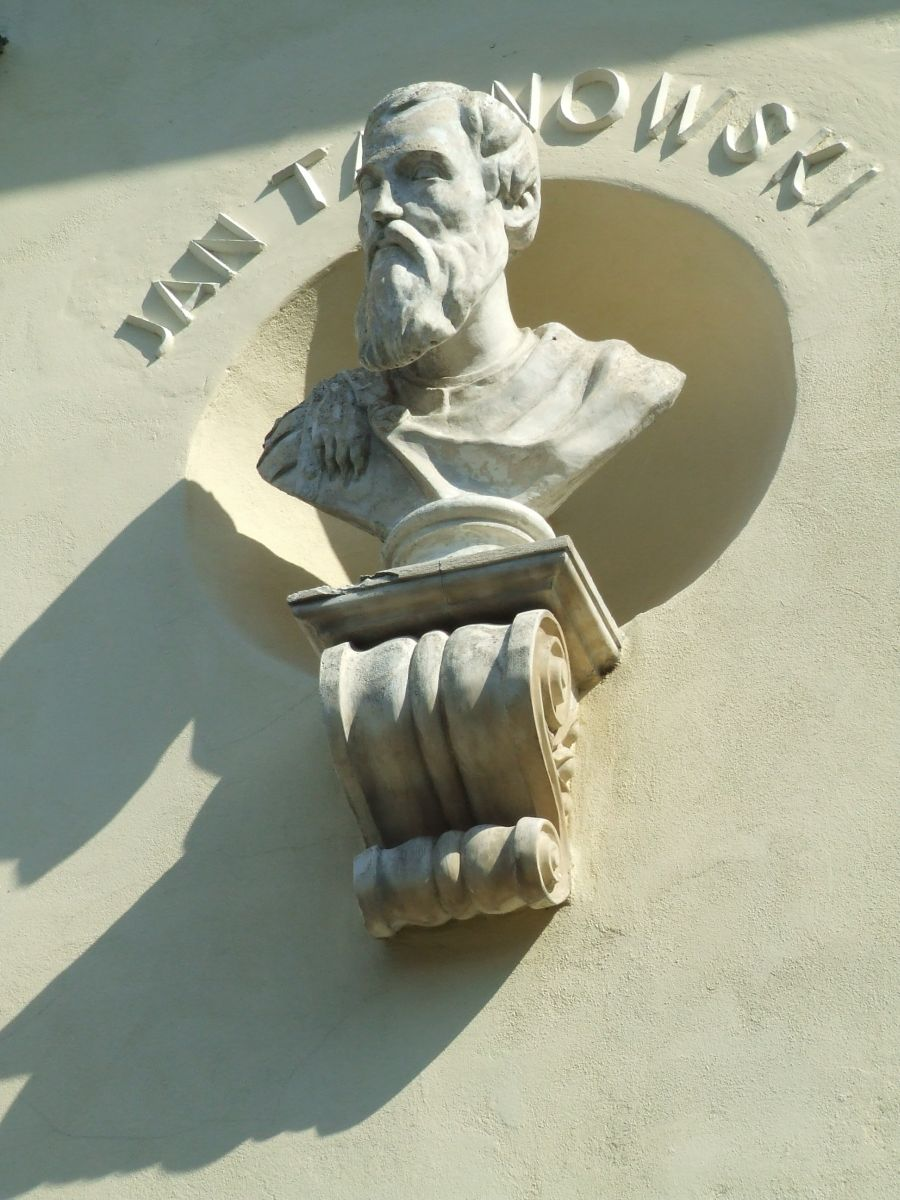
Eine der Hetmansbüsten an der Vorderfront des Palastes

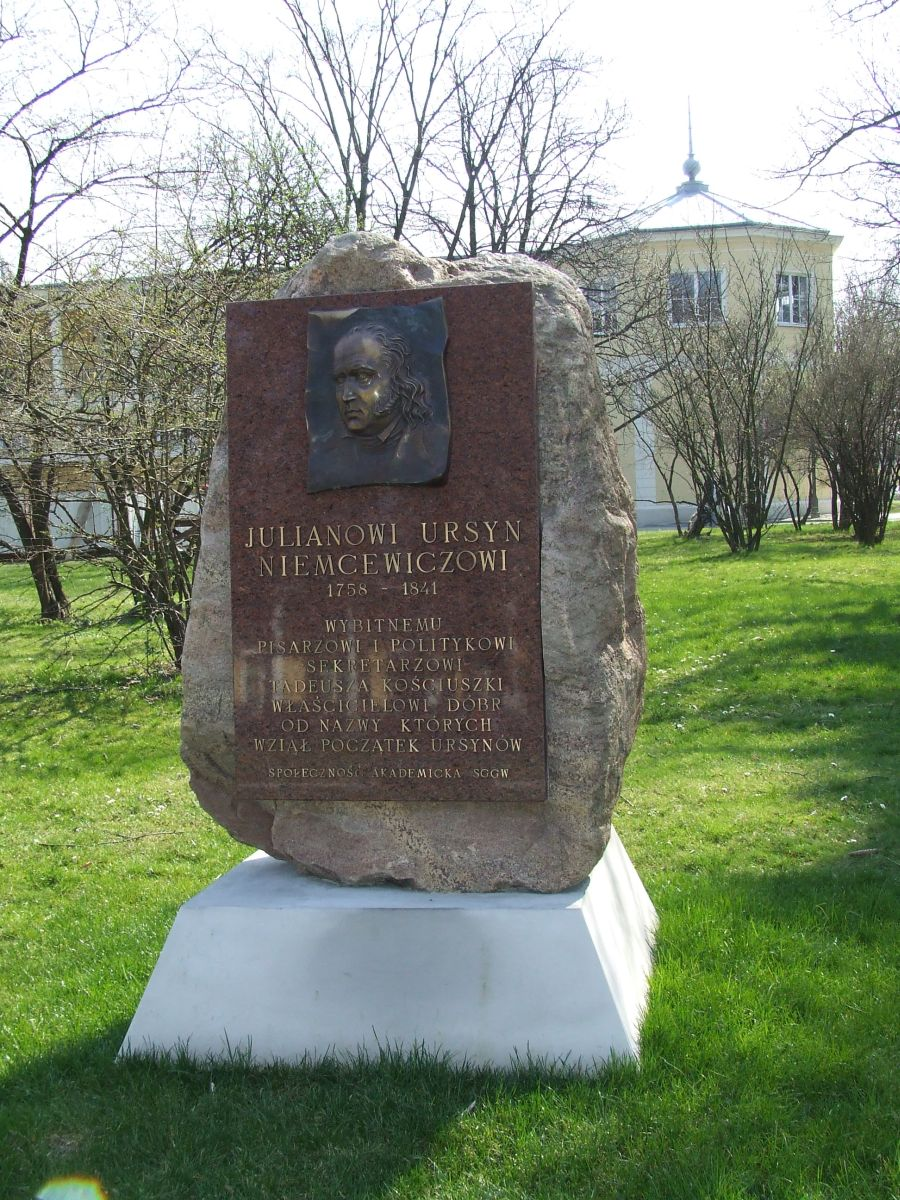
Gedenkstein für Julian Ursyn Niemcewicz auf dem Gelände

Das Krasiński-Palais im Warschauer Stadtteil Ursynów (Polnisch: Pałac Krasińskich na Ursynowie) ist ein kleiner Palast im Neo-Renaissance-Stil. Er liegt direkt am Abhang der Weichselböschung, wurde zum Namensgeber eines der größten Stadtteile Warschaus und dient heute als Sitz des Rektors der Landwirtschaftlichen Universität Warschaus.

## Geschichte
Am 28. April 1775 erhielt Józef de Maisonneuve, Oberst der Truppen der polnischen Krone von Fürst August Aleksander Czartoryski, dem Herrn auf Wilanów, ein Gebiet in der Nähe des bereits existierenden Gutes Służew zugeteilt. Maisonneuve musste sich verpflichten, dieses Gebiet umgehend einzuzäunen sowie jährlich 250 Złoty an den zur Herrschaft Wilanów gehörenden Służewer Gutshof zu entrichten. Das Gebiet wurde als Rozkosz bezeichnet, im Jahr 1777 stand hier bereits ein von Maisonneuve errichtetes Landhaus mit Wirtschaftsgebäuden. 1784 trat er seine Rechte an Grundstück und Gebäuden an Joanna Sapieha, geb. Sulkowska ab, die diese Rechte ihrerseits 1785 an Stanisław Kostka Potocki übertrug.

### Unter den Potockis
Die Potocki ließen 1785 bis 1786 das gemauerte Gebäude unter Chrystian Piotr Aigner umbauen. Es erhielt die klassizistische Gestalt eines einstöckigen Pavillons mit einem auf vier Säulen ruhenden Portikus an der Vorderseite. Zu beiden Seiten dieses Palais wurden kleinere Nebengebäude errichtet, unter anderem für die Küche. Ebenso entstanden ein Marstall und eine Remise. Die Familie Potocki nutzte Rozkosz als Landsitz.
Im Jahr 1799 erwarb Grzegorz Wykowski den Besitz und verkaufte ihn kurze Zeit später an Ignacy Kochanowski. Von ihm erwarb 1822 der Dichter Julian Ursyn Niemcewicz das Anwesen. Er benannte den Besitz nun „Ursynów“ nach einem alten Beinamen seines Geschlechtes. Unter ihm wurde die vorhandene Bausubstanz saniert. Nach der Niederschlagung des Novemberaufstandes wurde der gesamte Besitz konfisziert. Der Besitzer emigrierte. Von 1832 bis 1840 pachtete der Warschauer Arzt Wilhelm Malcz die Besitzung. Nachdem in Folge Aleksander Potocki als Erbe Besitzer der Anlage wurde, übergab er sie an seine Lebensgefährtin Aleksandra Stokowska, geb. Markowska.

### Unter den Krasińskis
Gegen 1867 gelangte Eliza Krasińska an den Besitz. Sie beschloss, dort für sich und ihren Mann, den Dichter Zygmunt Krasiński, eine Residenz zu bauen. Der Entwurf stammte von Zygmunt Rozpędowski, die Bauarbeiten fanden in den Jahren 1858 bis 1860 statt. Krasiński starb jedoch bereits 1859, sodass das Ehepaar nie gemeinsam den neuen Palast bezog. Im Jahr der Fertigstellung heiratete die Witwe den jüngeren Ludwik Krasiński, der sich um die Verwaltung ihres bedeutenden Vermögens kümmerte. Bis zu seinem Tode im Jahr 1895 entwickelte er den Besitz in Ursynów. Danach fiel er an Adam Krasiński, den Majoratsherrn von Opinogóra und Neffen des verstorbenen Zygmunt Krasiński. Im Jahr 1906 verschenkte Adam Krasiński das Anwesen an das Seminar für Volkslehrer (Polnisch: Polska Macierz Szkolna).

### Schulische Einrichtung
Im Ersten Weltkrieg wurde die Residenz stark beschädigt. 1915 holzten zurückgehende russische Truppen den Park ab – er wurde nicht wieder rekonstruiert. Im Zweiten Weltkrieg wurde der vorher zwar wiederaufgebaute, aber schlecht erhaltene Palast nicht weiter in Mitleidenschaft gezogen. Vor allem die Terrassen und Treppen an der Weichselböschung waren in einem schlechten Zustand. Bis Kriegsende war das Oberlehrer-Seminar Nutzer des Gebäudes, danach war es kurze Zeit Sitz der Oberschule für Gartenbau. Im Jahr 1949 wurde beschlossen, auf dem Gebiet des Anwesens die Zentralschule der Staatlichen Maschinenstationen und Produktionsgenossenschaften zu errichten. Neben den vorhandenen Gebäuden entstanden von 1950 bis 1952 Studentenwohnheime, Unterrichtsräume, Kantinen und Aulen. Die große Aula („Kristall-Aula“) wurde von den Malerinnen Leokadia Bielska-Tworkowska und Maria Wolska-Berezowska ausgestaltet. 1956 erfolgte die Übergabe des gesamten Komplexes an die Landwirtschaftliche Hochschule Warschaus, die hier bis heute ihren Sitz hat.

## Architektur
Das unter Rozpędowski errichtete Palais bezog den Vorgängerbau Aigners ein. Das von ihm gebaute zweigeschossige Gebäude im Stil der Neo-Renaissance ist regelmäßig und symmetrisch, wenn auch von komplizierter Form. Es wurde auf einer Gusseisen-Konstruktion errichtet. Es handelt sich um einen länglich-rechteckigen Kernbau, der an der Vorderfront über einen Mittelrisalit sowie zwei Seitenrisalite verfügt. Auf der Rückseite hat der verkürzter Kernbau zwei kurze seitliche Flügel. Diese zur Böschung zugewandte Gartenseite verfügt anstelle eines Mittelrisalits über eine mittige Terrasse, die von einem großen Balkon im ersten Stock überdacht wird. Der Balkon wird von vier eisernen Säulenpaaren getragen.
Die Bildhauerarbeiten wurden von Juliusz Faustyn Cengler gefertigt. Das Giebeldreieck an der Vorderfront ist mit Jahreszeiten symbolisierenden Kinderskulpturen dekoriert. An der Frontfassade wurden zudem Büsten der polnische Hetmane Stanisław Koniecpolski, Stefan Czarniecki, Paweł Jan Sapieha und Jan Amor Tarnowski aufgestellt. In Nischen der Seitenrisalite stehen Statuen der Göttinnen Fortuna und Ceres. Die Gartenfassade wurde mit Büsten der Königinnen Wanda, Dobrava, Hedwig und Barbara dekoriert.
Die hier rund 15 Meter hohe Böschung zum Urstromtal wurde in den Park integriert und mit Terrassen und Treppen ausgestaltet. Der Park gehörte zu den bedeutendsten der Umgebung. Heute sind Terrassen und Treppen verfallen und der Park unterhalb der Böschung wird von einem verwilderten Wald bedeckt. Die früheren Parkstrukturen sind nicht mehr zu erkennen. Der Palast ist renoviert.